# David Jackson (Schauspieler)

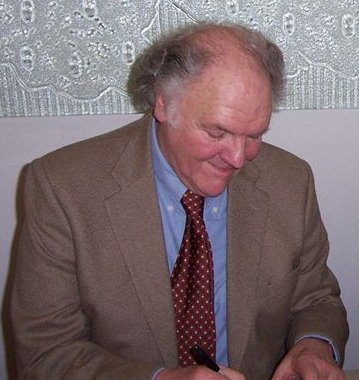
David Jackson bei der Veröffentlichung der DVD zu Blake’s 7 am 16. Januar 2005

David Jackson (* 15. Juli 1934 in Liverpool; † 25. Juli 2005) war ein britischer Schauspieler. Seine bekannteste Rolle ist wohl die des Olag Gan in den ersten beiden Staffeln von Blake’s 7.

## Leben
In seiner Karriere spielte Jackson neben seiner Rolle in Blake's 7 noch in weiteren Serien mit. So hatte er eine Nebenrolle in Mit Schirm, Charme und Melone, Mondbasis Alpha 1 (als Außerirdischer in der Folge "Rühr die Pflanze nicht an"), Der Aufpasser und Coronation Street. Im Jahr 2002 wirkte er bei einem Hörspiel mit, dass auf Teilen der Serie Doctor Who basierte. Er war sein ganzes Leben lang ein großer Fan von Science Fiction und war glücklich, dass sein Name auch Jahre nach der Serie immer noch mit Blake's 7 in Verbindung gebracht wurde.
Er starb an einem Herzinfarkt und hinterließ seine Frau Anna und einen Sohn.

## Filmografie (Auswahl)
- 1964, 1965: Simon Templar (Fernsehserie, 2 Folgen)
- 1965–1978: Task Force Police (Z Cars, Fernsehserie, 27 Folgen)
- 1968: Coronation Street (Fernsehserie, 1 Folge)
- 1969: Task Force Police (Softly Softly Task Force, Fernsehserie, 1 Folge)
- 1971: Das Grab der blutigen Mumie (Blood from the Mummy's Tomb)
- 1971: John Christie, der Frauenwürger von London (10 Rillington Place)
- 1971: Die Satansbrut (Unman, Wittering and Zigo)
- 1973: Die Nacht der tausend Augen (Night Watch)
- 1973: Thriller (Fernsehserie, 1 Folge)
- 1975: Die Füchse (The Sweeney, Fernsehserie, 1 Folge)
- 1976, 1977: Mondbasis Alpha 1 (Space: 1999, Fernsehserie, 3 Folgen)
- 1978–1979: Blake’s 7 (Fernsehserie, 17 Folgen)
- 1979–1991: Der Aufpasser (Minder, Fernsehserie, 3 Folgen)
- 1981: Die Manions aus Amerika (The Manions of America)
- 1985: Am Rande der Finsternis (Edge of Darkness, Fernsehserie, 1 Folge)
- 1988: Besuch aus Liliput (The Return of the Antelope, Fernsehserie, 1 Folge)
- 1992: Inspektor Wexford ermittelt (Ruth Rendell Mysteries, Fernsehserie, 1 Folge)

## Weblink
- David Jackson bei IMDb

| Personendaten    | Personendaten           |
| ---------------- | ----------------------- |
| NAME             | Jackson, David          |
| KURZBESCHREIBUNG | britischer Schauspieler |
| GEBURTSDATUM     | 15. Juli 1934           |
| GEBURTSORT       | Liverpool               |
| STERBEDATUM      | 25. Juli 2005           |